# Dan Parks
Daniel Arthur Parks (* 26. Mai 1978 in Hornsby, Australien) ist ein nicht mehr aktiver schottischer Rugby-Union-Spieler. Er spielte zuletzt als Verbinder für Connacht Rugby und spielte von 2004 bis 2012 für die schottische Nationalmannschaft.

## Karriere
Parks spielte als Jugendlicher für die australische Region New South Wales, bis er 2001 nach England zu den Leeds Tykes wechselte. Er ging nach einigen Monaten zurück nach Australien, um für den Eastern Suburbs RUFC zu spielen. Zu den Glasgow Warriors wechselte er 2003. Sein erstes Spiel für Glasgow absolvierte er gegen die Celtic Warriors im September des Jahres.
Parks gab sein Debüt für Schottland als Einwechselspieler bei den Six Nations 2004 gegen Wales. In seinem neunten Länderspiel gegen Japan legte er seinen ersten Versuch. Nach einer schlechten Leistung beim ersten Spiel der schottischen Nationalmannschaft in den Six Nations 2012 gegen England am 4. Februar 2012 gab er am 7. Februar 2012 überraschend seinen sofortigen Rücktritt vom internationalen Rugby bekannt. Er ist aufgrund der schottischen Herkunft seines Großvaters berechtigt, für Schottland zu spielen.
Parks nahm an den Weltmeisterschaften 2007 und 2011 teil. 2007 wurde er in allen fünf Spielen der Schotten eingesetzt. Am Ende der Saison 2007/08 wurde er der zwölfte schottische Spieler, der mehr als 100 Punkte für die Nationalmannschaft erzielt hat.
Auf die Saison 2010/11 hin wechselte Parks nach Wales zu den Cardiff Blues, bei denen er bis 2012 spielte. 2012 wechselte er dann zu Connacht Rugby. Im Jahr 2014 beendete Parks seine aktive Karriere. 